# Рудолф Махнич
Рудолф Махнич – Бркинц (Трст, 6. новембар 1917 — Тополово, 19. новембар 1943), учесник Народноослободилачке борбе и народни херој Југославије.

## Биографија
Рођен је 1917. године у Ројану, предграђу Трста, у радничкој породици. Породица му је по дослаку италијанских власти емигрирала 1919. године у Љубљану. У Љубљани је завршио основну школу и трговачку академију. Након завршетка школовања, запослио се у фабрици „Мерима“ у Крушевцу и истовремено студирао на Вишој трговачкој школи у Загребу.
Након окупације Југославије 1941, вратио се у Љубљану и повезао с Ослободилачким фронтом Словеније и партизанском јединицом која је дејствовала у околини Малог и Великог Липоглава. Убрзо је постао и члан Комунистичке партије Југославије.
Године 1942, активно се прикључио Народноослободилачкој борби у Словенији. Од октобра 1942, био је заменик политичког комесара Лошког партизанског одреда. Након тога је био секретар Окружног комитета КПС за јужну Приморску, а од децембра 1942. секретар Окружног комитета КПС и Окружног одбора ОФ за Бркине и члан Покрајинског комитета КПС за Приморску.
Од 6. октобра 1943, био је политички комесар Горичке дивизије и учествовао у борбама у Бенешкој Словенији. Тамо је погинуо 19. новембра 1943. године у борби против непријатељских снага код места Тополово (итал. Topolo).
Указом Президијума Народне скупштине Федеративне Народне Републике Југославије, 20. децембра 1951. године, проглашен је за народног хероја.